# الیسئو اینسفران
الیسئو اینسفران (اسپانیایی: Eliseo Insfrán‎؛ زادهٔ ۲۷ اکتبر ۱۹۳۵) بازیکن فوتبال اهل پاراگوئه بود.
از باشگاه‌هایی که در آن بازی کرده‌است می‌توان به باشگاه فوتبال لیبرتاد اشاره کرد.
وی همچنین در تیم ملی فوتبال پاراگوئه بازی کرده‌است.